# Estação Kalasatama
Kalasatama (em sueco:  Fiskehamnen) é uma estação das 25 estações da linha única do Metro de Helsínquia. O seu nome em sueco foi alterado de Fiskhamnen para Fiskehamnen em 2015, em conjunto com a mudança de nome da Estação Kaisaniemi para Helsingin yliopisto. 